# Thymus diminutus
Thymus diminutus — вид рослин родини глухокропивові (Lamiaceae), поширений у Киргизстані й Таджикистані.

## Опис
Листки коротко черешкові, довгасто-еліптичні, рідко війчасті, оголені. Суцвіття головчасте, нещільне; чашечка темно-бузкова, субоголена, чашолистки ланцетні; квіти 7–8 мм завдовжки.

## Поширення
Країни поширення: Киргизстан, Таджикистан.